# 문인화

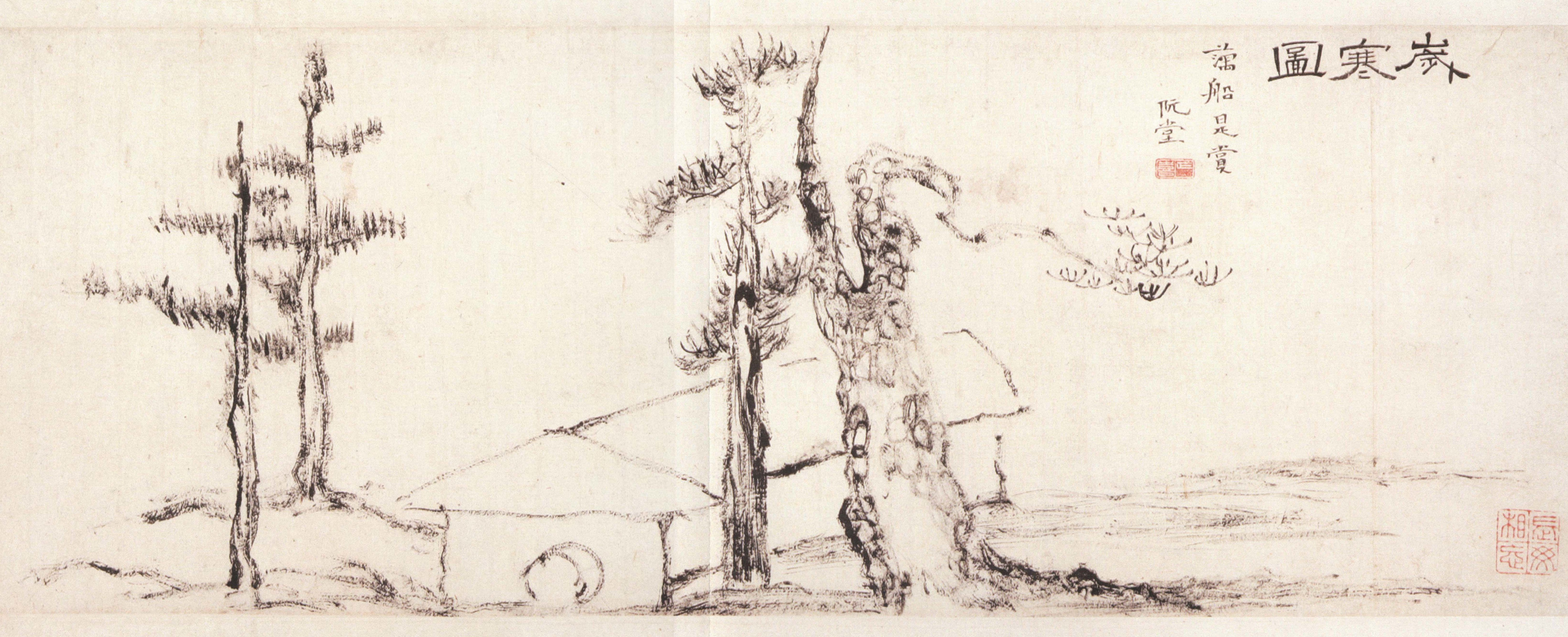
김정희의 《세한도》.

문인화(文人畵) 또는 '남종화'는 동양화의 일종으로 전문 화원들이 아닌 양반 사대부 계급에서 발전한 화풍을 일컫는다.

## 남종화
선불교 남종선(南宗禪)의 기본사상인 돈오(頓悟)가 그대로 남종화의 정신이다. 그러므로 그림의 기술보다는 휘호자(揮毫者)의 정신과 교양을 더 중시하며, 이것이 이루어진 연후에 그림을 그릴 때 격조 놓은 작품을 얻을 수 있다고 생각하는 것이다.
남화는 문인, 사대부 사이에서 여기(余技)로 행해지는 문인화(文人畵)와 통하는 점이 많아서 문인들의 비호하는 바가 많았다. 예를 들어 '상남폄북설(尙南貶北說)' 같은 것은 명대의 동기창(董其昌), 막시룡(莫是龍) 등이 제창한 것으로 남화의 우위성을 강조한 것이다.

## 문인화
소박하고 담백한 화풍으로 학문과 교양을 갖추고자 문인들이 비직업적으로 수묵(水墨)과 담채(淡彩)를 써서 내면세계의 표현에 치중한 그림의 경향으로 조선 중기 이후의 한국화에 강한 영향을 남겼다. 진계유(陳繼儒)등이 유명하다.

## 같이 보기
- 중국화 (회화)
- 오문화파
- 절파

## 참고 자료
- 이 문서에는 다음커뮤니케이션(현 카카오)에서 GFDL 또는 CC-SA 라이선스로 배포한 글로벌 세계대백과사전의 내용을 기초로 작성된 글이 포함되어 있습니다.